# PCHL 1938/39
Die Saison 1938/39 war die sechste reguläre Saison der Pacific Coast Hockey League (PCHL). Meister wurden die Portland Buckaroos.

## Modus
Während der regulären Saison bestritten die vier Teams der Liga je 48 Spiele. Für einen Sieg erhielt jede Mannschaft zwei Punkte, bei einem Unentschieden gab es ein Punkt und bei einer Niederlage null Punkte.

## Reguläre Saison

### Tabelle
Abkürzungen: GP = Spiele, W = Siege, L = Niederlagen, T = Unentschieden, GF = Erzielte Tore, GA = Gegentore, Pts = Punkte
|                    | GP | W  | L  | T | GF  | GA  | Pts |
| ------------------ | -- | -- | -- | - | --- | --- | --- |
| Portland Buckaroos | 48 | 31 | 9  | 8 | 180 | 114 | 70  |
| Seattle Seahawks   | 48 | 21 | 21 | 6 | 168 | 167 | 48  |
| Vancouver Lions    | 48 | 15 | 24 | 9 | 139 | 195 | 39  |
| Spokane Clippers   | 48 | 14 | 27 | 7 | 144 | 155 | 35  |